# Macchiaioli

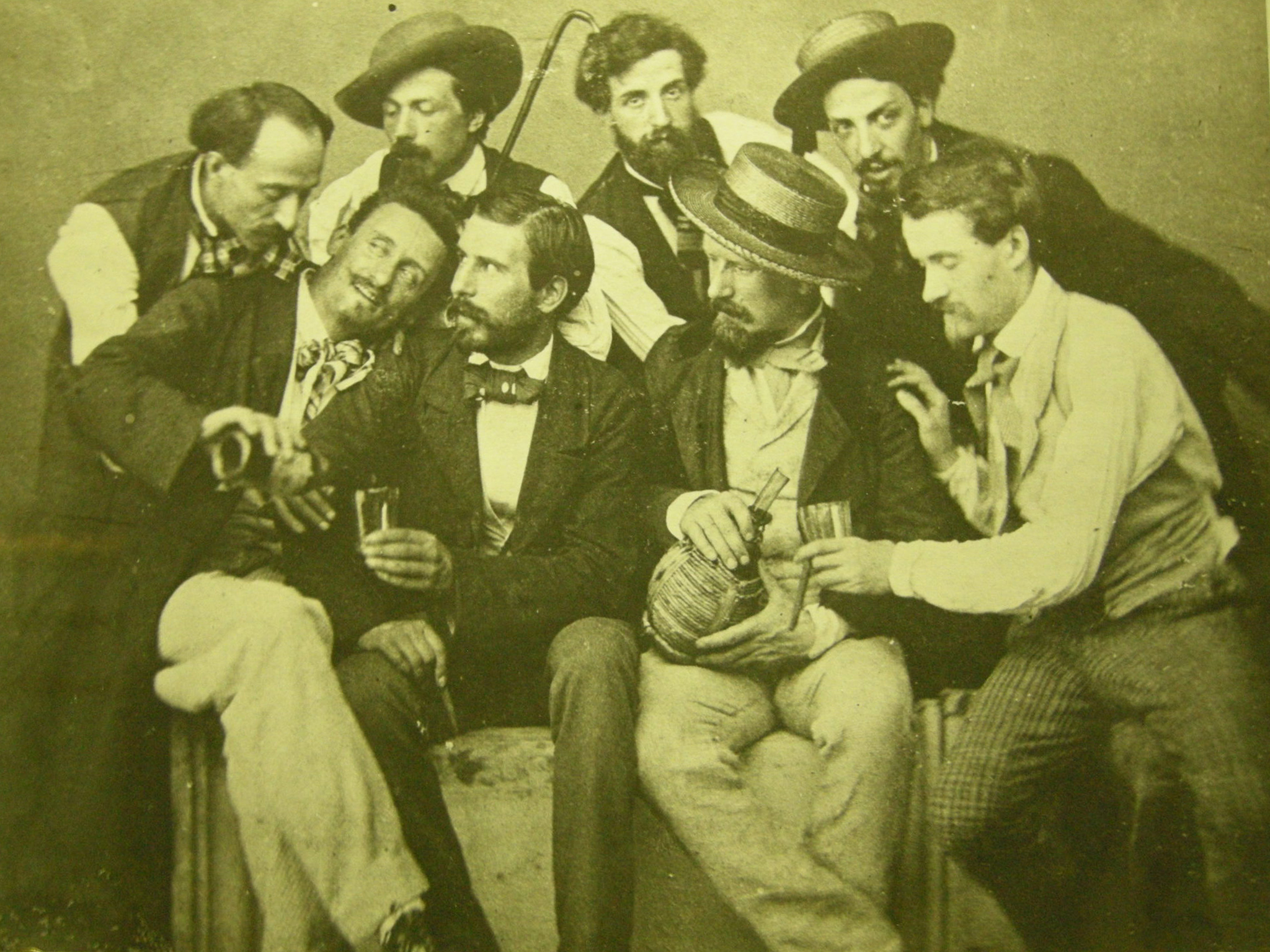
Grupa Macchiaioli w Caffè Michelangiolo

Macchiaioli – grupa artystyczna włoskich malarzy z Toskanii, działająca w drugiej połowie XIX wieku. Artyści z tej grupy, łamiąc konwencje, malowali w plenerze, by w najwierniejszy sposób odtworzyć naturalne światło i kolory. Grupa macchiaioli wyprzedziła impresjonistów, którzy w latach 60. XIX wieku realizowali podobne założenia we Francji. Najbardziej znani reprezentanci tej grupy to Giovanni Fattori, Silvestro Lega, Giuseppe Abbati i Telemaco Signorini. Nazwa grupy pochodzi od włoskiego słowa macchia oznaczającego plamę. Artyści często spotykali się w Caffè Michelangiolo we Florencji.